# Гранит (село)
Вижте пояснителната страница за други значения на Гранит.
Гранѝт е село в Южна България, община Братя Даскалови, област Стара Загора.

## География
Село Гранит се намира на около 45 km запад-югозападно от областния център град Стара Загора, около 8 km югозападно от общинския център село Братя Даскалови и около 36 km изток-североизточно от град Пловдив. Разположено е в Горнотракийската низина, в североизточната част на Пазарджишко-Пловдивското поле. През селото тече на юг Селска река – ляв приток на река Марица. На запад от селото тече Брезовска река (до 1989 г. Рахманлийска река). Надморската височина в центъра на селото при църквата е около 171 m. Климатът е преходно-континентален, почвите в землището са преобладаващо рендзини, наносни и лесивирани.
През селото минава третокласният републикански път III-666, който на юг след село Оризово прави връзка с автомагистрала Тракия, а на север през селата Тюркмен и Чокоба прави връзка в град Брезово с второкласния републикански път II-56. Общински път на североизток свързва село Гранит със село Братя Даскалови.
Землището на село Гранит граничи със землищата на: село Тюркмен на север; село Братя Даскалови на североизток; село Горно Белево на изток; село Оризово на югоизток; село Опълченец на юг; село Болярино на запад.
В землището на село Гранит има 4 микроязовира.
Населението на село Гранит, наброявало 2373 души при преброяването към 1934 г. и 2486 към 1946 г., намалява до 579 (по служебен документ на НСИ от 31.12.2023 г.) към 2023 г.
При преброяването на населението към 1 февруари 2011 г., от обща численост 690 лица, за 372 лица е посочена принадлежност към „българска“ етническа група, за 4 – към „турска“, за 305 – към „ромска“, за 5 – „не се самоопределят“ и за 4 – „не отговорили“.

## История
Село Гранит е образувано през 1945 г. от сливането на селата Голобрадово (до 1906 г.: Кюселии) и Скобелево. Сведения за Кюселии има от преди Освобождението 1878 г. След Руско-турската война (1877 – 1878 г.) по Берлинския договор 1878 г. село Кюселии остава в Източна Румелия; присъединено е към България след Съединението 1885 г. След Освобождението, на територията на бъдещото село Гранит се преселват жители от село Рахманлии (впоследствие Розовец) и образуват село Скобелево. Слятото през 1945 г. селище е наречено на партизанското име на Жельо Калчев Христов (Гранит), командир на чета от Първа средногорска бригада „Христо Ботев“, загинал на 17 октомври 1944 г. на връх Стражин, Югославия при Страцинско-Кумановската операция в заключителната фаза на Втората световна война. Негов паметник има до църквата в селото.
Училище в село Кюселии (Голобрадово, Гранит) е създадено през 1880 г. През 1914 г. е построена сграда за начално училище в селото.
Читалище „Христо Ботев“ е създадено в селото през 1926 г. През 2009 г. на законово основание към наименованието му е добавена годината на неговото първоначално създаване и то става „Христо Ботев-1926“.

## Обществени институции
Село Гранит към 2024 г. е център на кметство Гранит.
В село Гранит към 2024 г. има:
- действащо читалище „Христо Ботев-1926“;[16]
- действащо общинско основно училище „Пейо Крачолов Яворов“;[17]
- православна църква „Свети Димитър“;[18]
- целодневна детска градина „Никола Йонков Вапцаров“;[19]
- пощенска станция.[20]

## Културни и природни забележителности
- В село Гранит се намира Гранитският дъб – най-старото дърво в България. Дъбът е основна туристическа атракция в района.
- На около 3,5 km запад-югозападно от центъра на селото се намира местността Чирпан бунар – защитена територия, природна забележителност[21] с пещера, карстов извор и езеро.
- На площада в село Гранит има паметник на загиналите във войните.[22]
- От 2000-те години в село Гранит има художествена галерия при читалището, както и Музей на мотиката.[23]

- Североизточно от селото в местността „Меше кория“ има ловна хижа.[4]

## Редовни събития
- Съборът на селото е на Димитровден.
- Ежегодно от 2011 г. в селото се провежда фестивал за улично изкуство – Гранит Графит Фест.[24]

## Други
В село Гранит има винарска изба.
На 30 юни 2024 г. сградата на училището в село Гранит е опожарена.

## Известни личности
- В село Гранит е роден през 1951 г. художникът Тоню Цанев.
- В село Гранит е роден Стойчо Бресковски (1934 – 2004), палеонтолог.
- В село Голобрадово (Гранит) е роден Делчо Байчев (1922 – 2015), български партизанин, генерал-майор

- Снимки от с. Гранит
- Кметството на селото
- Детската Градина
- Киното
- Църквата
- Паметникът на падналите през войните
- Паметникът на антифашистите